# الخربة (بعدان)

تعديل مصدري - تعديل

الخربة هي إحدى قرى عزلة بني عواض بمديرية بعدان التابعة لمحافظة إب، بلغ تعداد سكانها 107 نسمة حسب تعداد اليمن لعام 2004.